# Copaxa
Copaxa es un género de lepidópteros de la familia Saturniidae. Fue descrito por Francis Walker en 1855.

## Especies
- Copaxa andensis Lemaire, 1971
- Copaxa anikae Brechlin & Meister, 2010
- Copaxa apollinairei Lemaire, 1978
- Copaxa australoescalantei Brechlin & Meister, 2010
- Copaxa bachuea Wolfe, 2005
- Copaxa bella Wolfe, Naumann, Brosch, Wenczel & Naessig, 2005
- Copaxa canella Walker, 1855
- Copaxa chrisbrechlinae Brechlin & Meister, 2010
- Copaxa cineracea W. Rothschild, 1895
- Copaxa conlani Brechlin & Meister, 2010
- Copaxa copaxoides (Dyar, 1912)
- Copaxa curvilinea Schaus, 1912
- Copaxa cuscoandensis Brechlin & Meister, 2010
- Copaxa cuscoexpandens Brechlin & Meister, 2010
- Copaxa cydippe (Druce, 1894)
- Copaxa decrescens Walker, 1855
- Copaxa denda Druce, 1894
- Copaxa denhezi Lemaire, 1971
- Copaxa escalantei Lemaire, 1971
- Copaxa evelynae Wolfe & Lemaire, 1993
- Copaxa expandens Walker, 1855
- Copaxa flavina Draudt, 1929
- Copaxa flavobrunnea Bouvier, 1930
- Copaxa garciorum Brechlin & Meister, 2010
- Copaxa herbuloti Lemaire, 1971
- Copaxa ignescens Lemaire, 1978
- Copaxa intermediata Wolfe, 2005
- Copaxa joinvillea Schaus, 1921
- Copaxa kitchingi Brechlin & Meister, 2010
- Copaxa koenigi Lemaire, 1974
- Copaxa lavendera (Westwood, 1854)
- Copaxa lavenderoguatemalensis Brechlin & Meister, 2010
- Copaxa lavenderohidalgensis Brechlin & Meister, 2010
- Copaxa lavenderojaliscensis Brechlin & Meister, 2010
- Copaxa litensis Wolfe & Conlan, 2002
- Copaxa lunula Wolfe & Conlan, 2003
- Copaxa madrediosiana Brechlin & Meister, 2010
- Copaxa mannana Dyar, 1914
- Copaxa mazaorum Lemaire, 1982
- Copaxa medea (Maassen, 1890)
- Copaxa mielkeorum Brechlin & Meister, 2010
- Copaxa moinieri Lemaire, 1974
- Copaxa muellerana (Dyar, 1920)
- Copaxa multifenestrata (Herrich-Schaeffer, 1858)
- Copaxa novocineracea Brechlin & Meister, 2009
- Copaxa orientalis Lemaire, 1975
- Copaxa pararufinans Brechlin & Meister, 2010
- Copaxa parvohidalgensis Brechlin & Meister, 2010
- Copaxa pascoandensis Brechlin & Meister, 2010
- Copaxa rudloffi Brechlin & Meister, 2010
- Copaxa rufa Draudt, 1929
- Copaxa rufijaliscensis Brechlin & Meister, 2010
- Copaxa rufimichoacanensis Brechlin & Meister, 2010
- Copaxa rufinans Schaus, 1906
- Copaxa sapatoza (Westwood, 1854)
- Copaxa satellita Walker, 1865
- Copaxa satipoexpandens Brechlin & Meister, 2010
- Copaxa schmidti Brechlin & Meister, 2010
- Copaxa semioculata (C. & R. Felder, 1874)
- Copaxa simson Maassen, 1881
- Copaxa sinjaevi Brechlin & Meister, 2010
- Copaxa sophronia Schaus, 1921
- Copaxa syntheratoides W. Rothschild, 1895
- Copaxa troetschi Druce, 1886
- Copaxa trottierorum Beneluz, 1986
- Copaxa vanschaycki Brechlin & Meister, 2010
- Copaxa wernermeisteri Brechlin & Meister, 2010
- Copaxa wolfei Meister, Naumann, Brosch & Wenczel, 2005
- Copaxa yungaskoenigoides Brechlin & Meister, 2010
- Copaxa yungaspandens Brechlin & Meister, 2010
- Copaxa yungescens Brechlin & Meister, 2010